# پرستاری زایمان

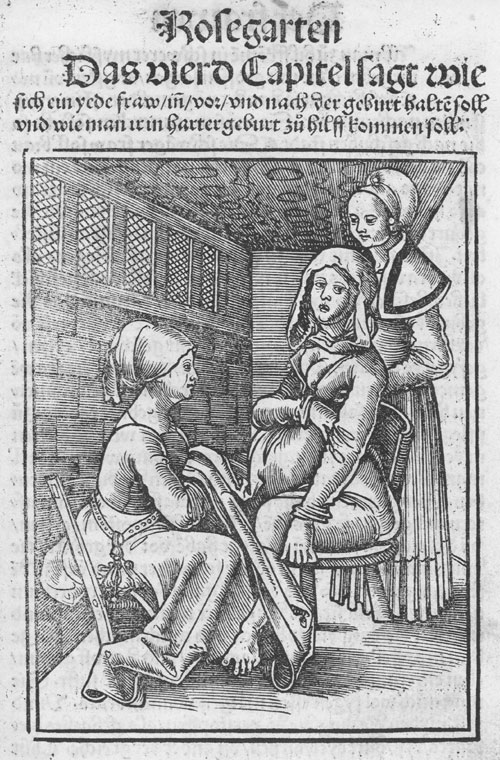
اتاق زایمان، قرن شانزدهم

پرستاری زایمان (به انگلیسی: Obstetrical nursing) که همچنین پرستاری پریناتال خوانده می‌شود، تخصصی در پرستاری است که با افرادی که می‌خواهند حامله شوند، حامله هستند یا به‌تازگی زایمان کرده‌اند کار می‌کند. این پرستاران همچنین خدمات پریناتال، آزمایش و مراقبت بیماران دچار عوارض حاملگی، مراقبت در حین زایمان و مراقبتهای پس از زایمان را بر عهده دارند. این پرستاران در ارتباط نزدیک با ماماها و متخصصین زایمان و سایر پرستاران فعالیت می‌کنند.